# 同安梭船

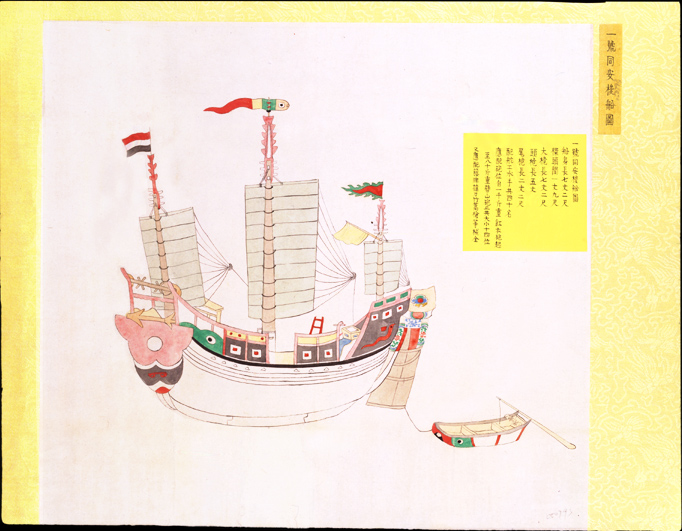
《清朝軍機處奏折》錄副的一號同安梭船圖

同安梭船，又名橫洋船，是清代的一種戰船。亦是清代福建同安縣一帶民用海船。同安梭船在嘉慶、道光年間為清軍水師的主力戰艦。船隻按其大小分為一號、二號、三號、集字號以及成字號。它的原型沿自廈門地區常用來從事東南亞、日本各國之間的海上貿易的白底船。

## 歷史

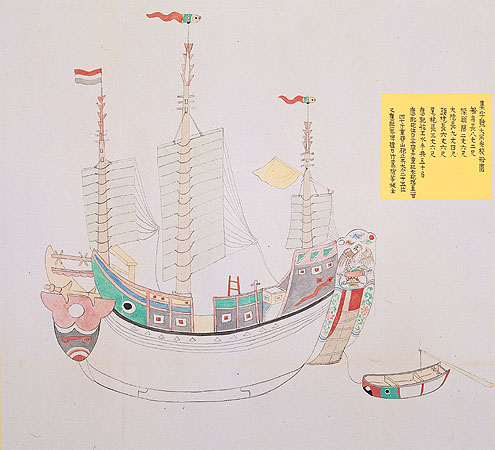
《清朝軍機處奏折》錄副的集字號大同安梭船圖

在乾隆六十年（1795年），清廷始以同安梭商船樣式改造水師外海戰船。箇中原因可見於周凱的《廈門志》（臺灣文獻叢刊第九五種）卷三〈兵制考‧戰船〉第99頁所說：「乾隆六十年，因趕繒船笨重，駕駛不甚得力；改為同安梭船式。」。意即趕繒船的操控靈活性因其重量而降低，所以要更換更高質素的船種以應付海戰。到嘉慶四年（1799年），福建水師外海戰船又悉数改造為同安梭船船式。六年後，即嘉慶十年（1805年），嘉慶下令增加台灣水師同安梭船30艘，編為善字號，並分設台灣協標中左右三營。嘉慶翌年再增加米艇8艘，編為捷字號，又增大橫洋梭船20艘，分編為集字號10艘，成字號10艘以分防內地。此後，又於嘉慶十三年（1808年）下令裁徹中號、小號同安梭船17艘。次年再增集字號、成字號大同安梭船20艘，捷字號米艇8艘。
直到1817年，兩廣總督蔣攸銛奉清廷詔諭打造2艘戰船的繪圖貼說，戰船交由福建省造船廠製造。而其中一號同安梭船圖上的黄簽載明同安梭船船身長七丈二尺，寬一丈九尺，水手人數和火炮配置的位置。集字號同安梭船圖上的黄簽就寫明其船身長八丈二尺，寬二丈六尺。清廷因應對外戰事日漸增加，在往後時間不斷生產或改造戰船，例如於道光二年(1822年)，清廷裁徹捷字號米艇、勝字號米艇共15艘，其餘改為一、二、三號同安梭船的樣式。道光二十三年（1843年），程矞采獲朝廷奏准變通《水師營章程》，緩造廣東西式戰船，另外亦造同安梭船。當時欽差大臣耆英正與程矞采處理上報英國通商要求《五口通商章程》的事宜。但是，當第一次及第二次鴉片戰爭結束後，清朝水師由於發覺同安梭船的作戰能力遠遠落後於西方列強的先進戰艦。因此同安梭船被全面棄用。

## 船隻結構
小型的同安梭船船體呈梭形，航行快速，寬1丈5尺至1丈9尺。而集字號大同安梭船擁有共25門砲。砲座均置於上層甲板，並且只有實心彈。在鴉片戰爭中，清軍一般同安梭船只有8至10門砲，小型的只有4至5門。